# (5874) 1989 XB
Az (5874) 1989 XB a Naprendszer kisbolygóövében található aszteroida. Kawasato, N. fedezte fel 1989. december 2-án.